# 고래세
고래세(1992년 3월 23일 ~ )는 대한민국의 축구 선수로, 포지션은 수비수이다.